# Ourossogui
Ourossogui, teilweise auch unter der Schreibweise Ouro Sogui bekannt, ist eine Stadt im Département Matam der Region Matam, gelegen im Nordosten des Senegal.

## Geographische Lage
Ourossogui liegt acht Kilometer südwestlich der Regionalpräfektur Matam und ist mithin ebenso weit von dem dortigen linken westlichen Ufer des Senegal und der Grenze zu Mauretanien entfernt. Bis zur Hauptstadt Dakar sind es rund 450 km.

## Geschichte
Das Dorf Ourossogui erlangte 1990 den Status einer Commune (Stadt).

## Bevölkerung
Die letzten Volkszählungen ergaben für die Stadt jeweils folgende Einwohnerzahlen:
| Jahr | Einwohner |
| ---- | --------- |
| 1988 | 6.402     |
| 2002 | 13.177    |
| 2013 | 15.654    |

## Verkehr
Ourossogui ist ein wichtiger Knotenpunkt im nationalen Fernstraßennetz des Senegal. In der Stadt kreuzen sich die Nationalstraßen N 3 und N 2. Die N2 folgt in einigem Abstand dem linken Ufer des Senegal-Flusses von Saint-Louis an aufwärts, erreicht über Ross Béthio, Richard Toll, Dagana, Ndioum und Thilogne die Stadt Ourossogui und führt von hier aus über Kanel, Sinthiou Bamambé-Banadji und Hamady Ounaré schließlich nach Kidira, der Stadt am Falémé mit dem wichtigsten Grenzübergang des Landes nach Mali. Die N3 hingegen verbindet die Stadt Ourossogui mit den Großstädten der Metropolregion Dakar im Westen, mit Rufisque, Pikine, Guédiawaye sowie der Hauptstadt Dakar, und führt von dort weiter über Thiès, Khombole, Bambey, Diourbel, Mbacké, Touba, Dahra, Linguère und Ranérou. Ihr Ziel ist die Regionalpräfektur Matam am Ufer des Senegal und die dortige Grenze zu Mauretanien. Sieben Kilometer südlich von Ourossogui, in Ogo verzweigt sich die N2 mit der N 7, die von hier aus über Tambacounda und den Nationalpark Niokolo-Koba nach Kédougou im Südosten des Landes führt.
An der N3, am südwestlichen Stadtrand von Ourossogui, liegt der Flugplatz dieser Region, der Flugplatz Matam.